# Águia-de-asa-redonda

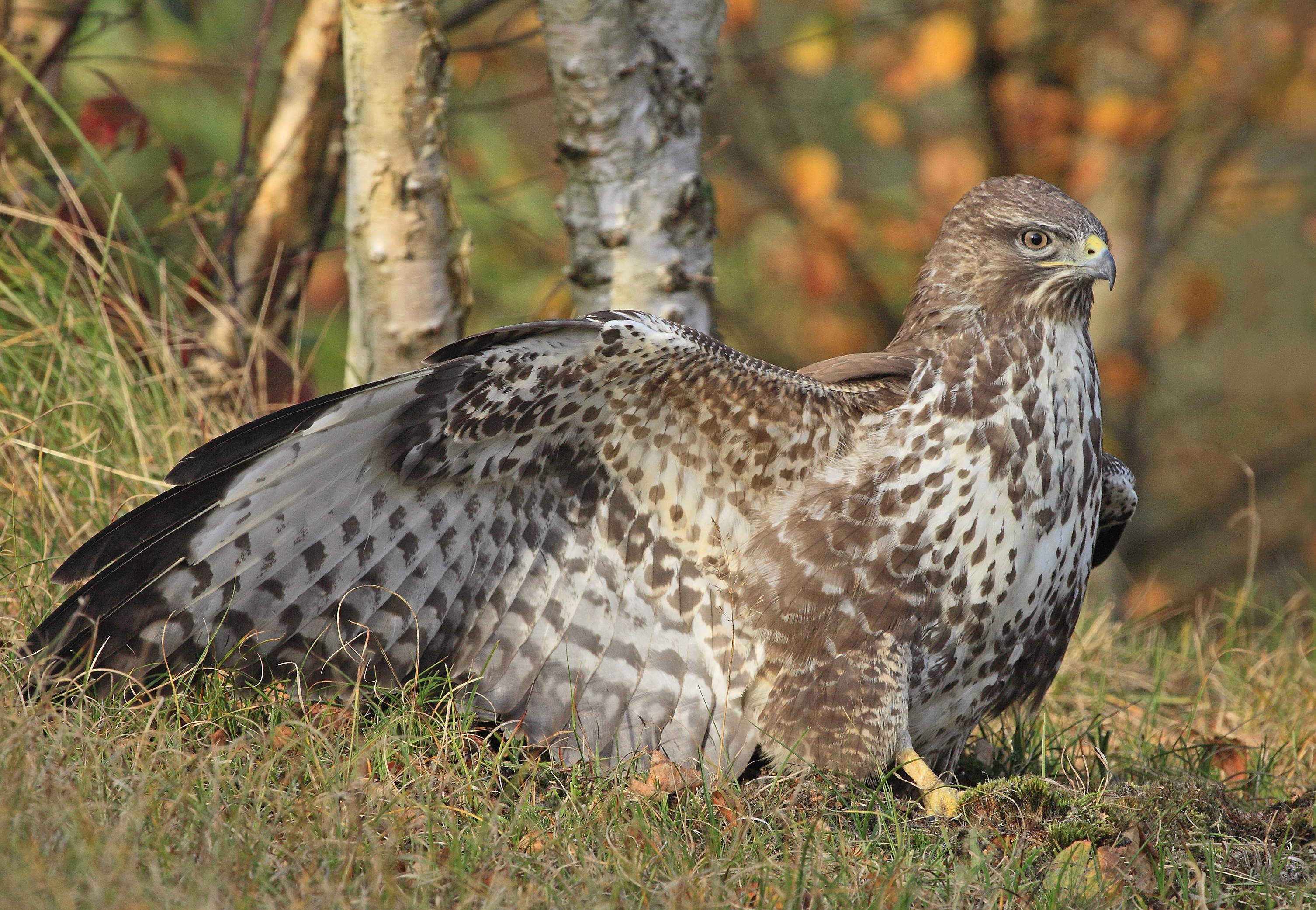
Buteo buteo.

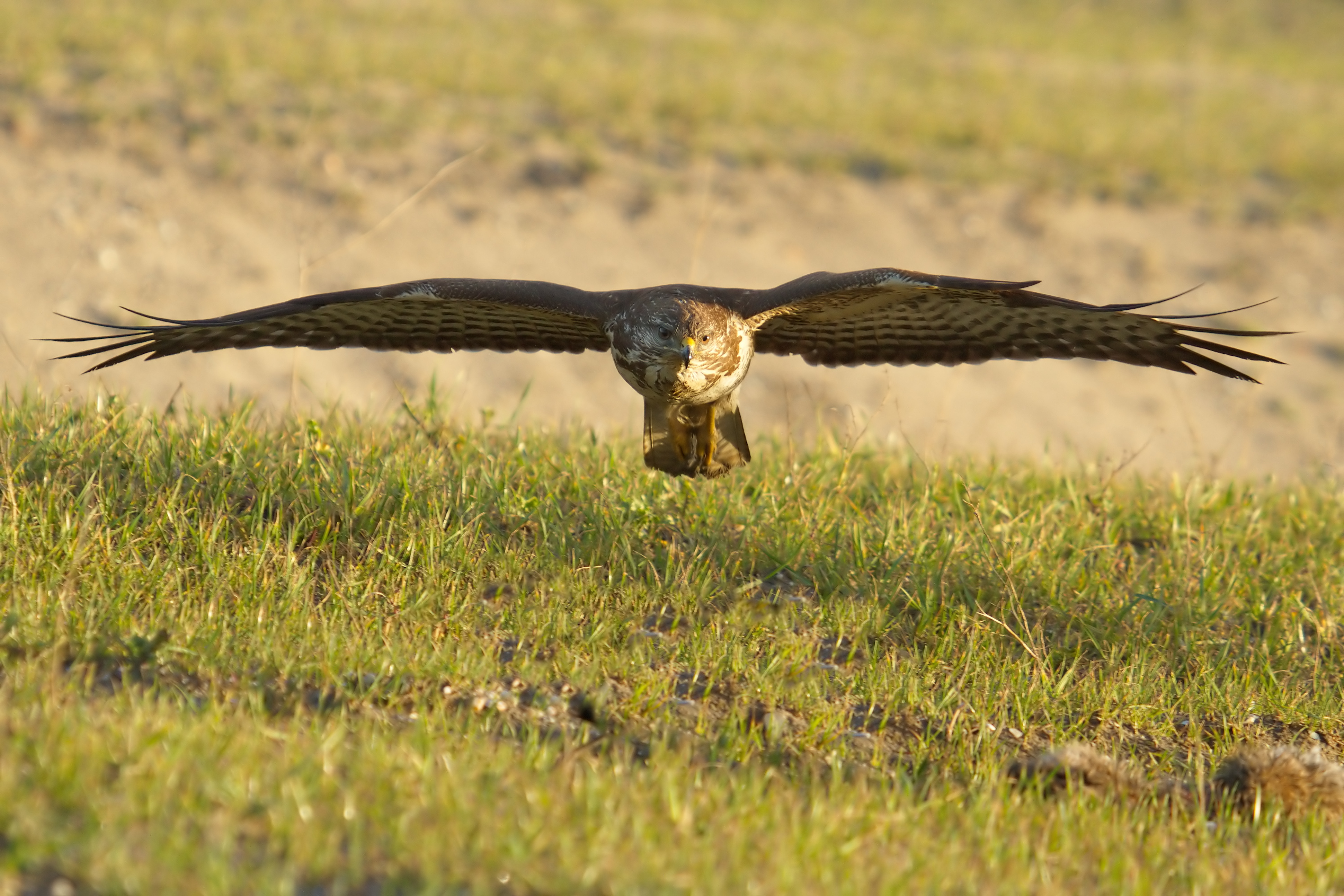
Vista frontal de B. buteo em voo rasante.

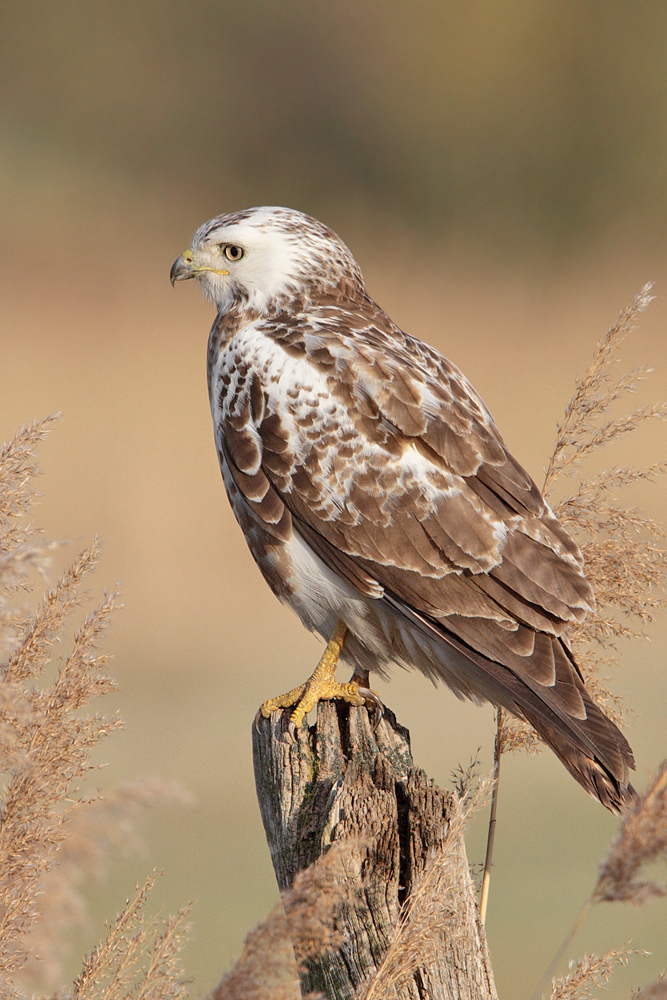
Buteo buteo com coloração muito clara.

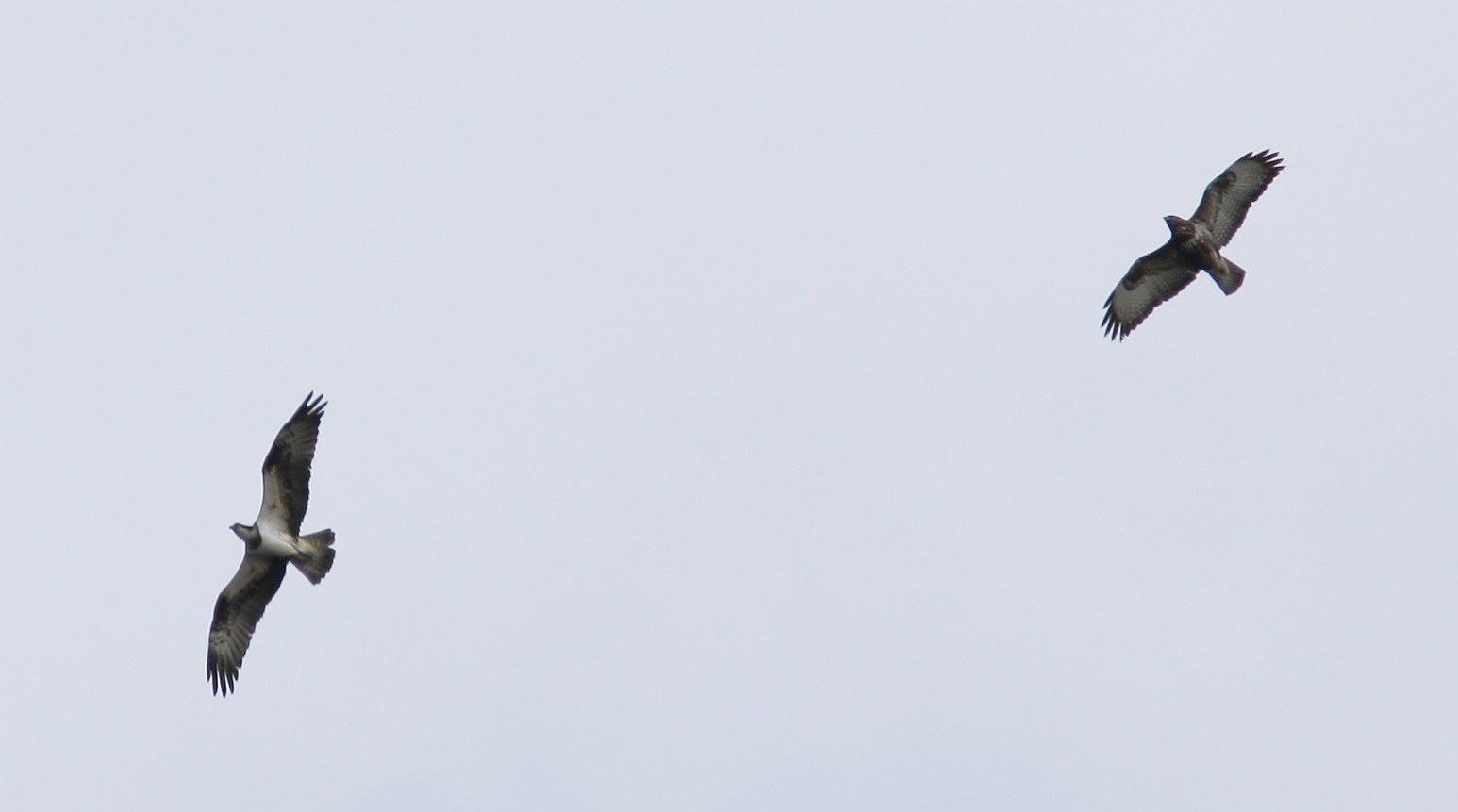
Bútio e águia-pesqueira (à esquerda) em voo.

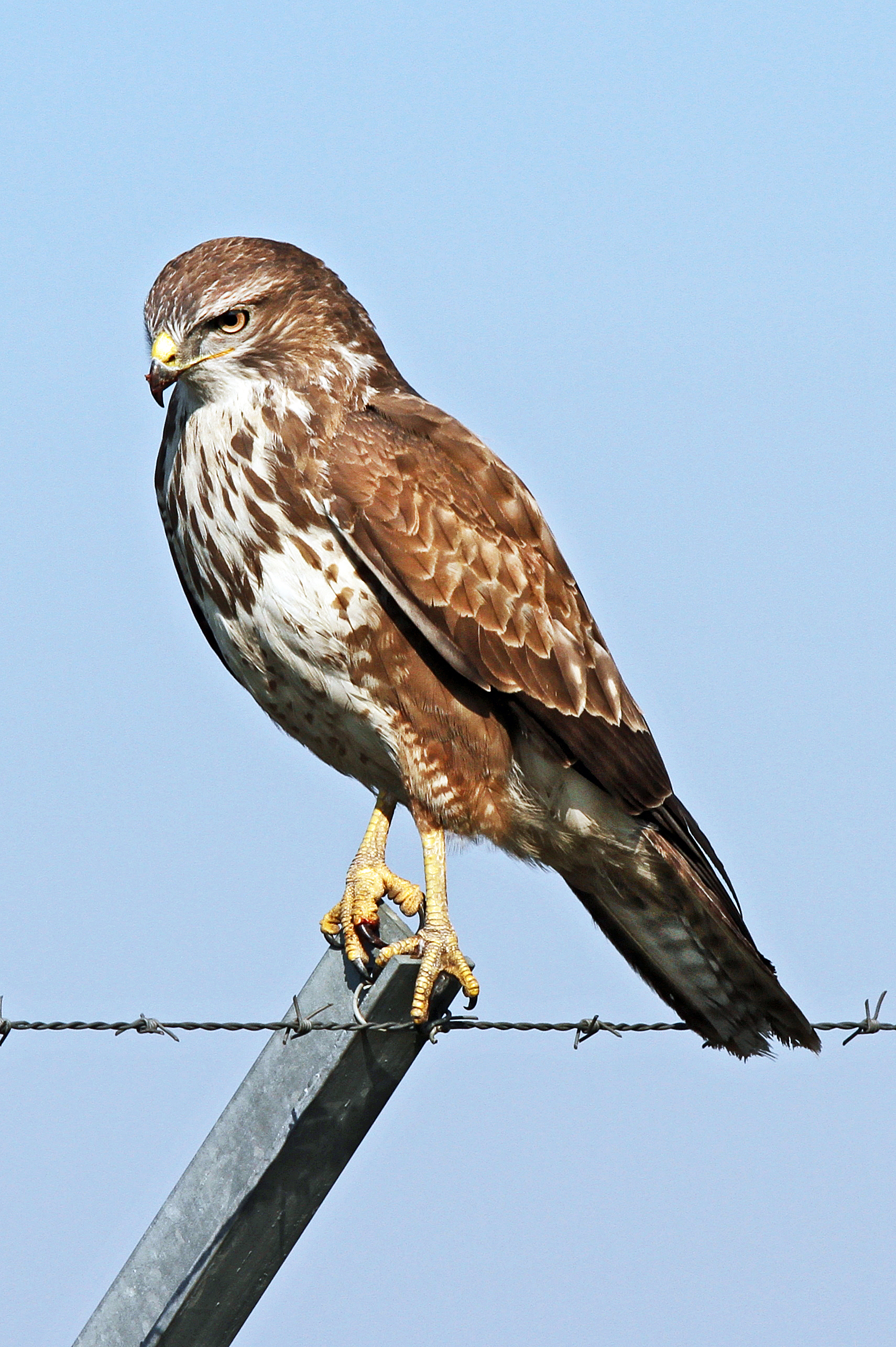
Exemplar pousado sobre um poste.

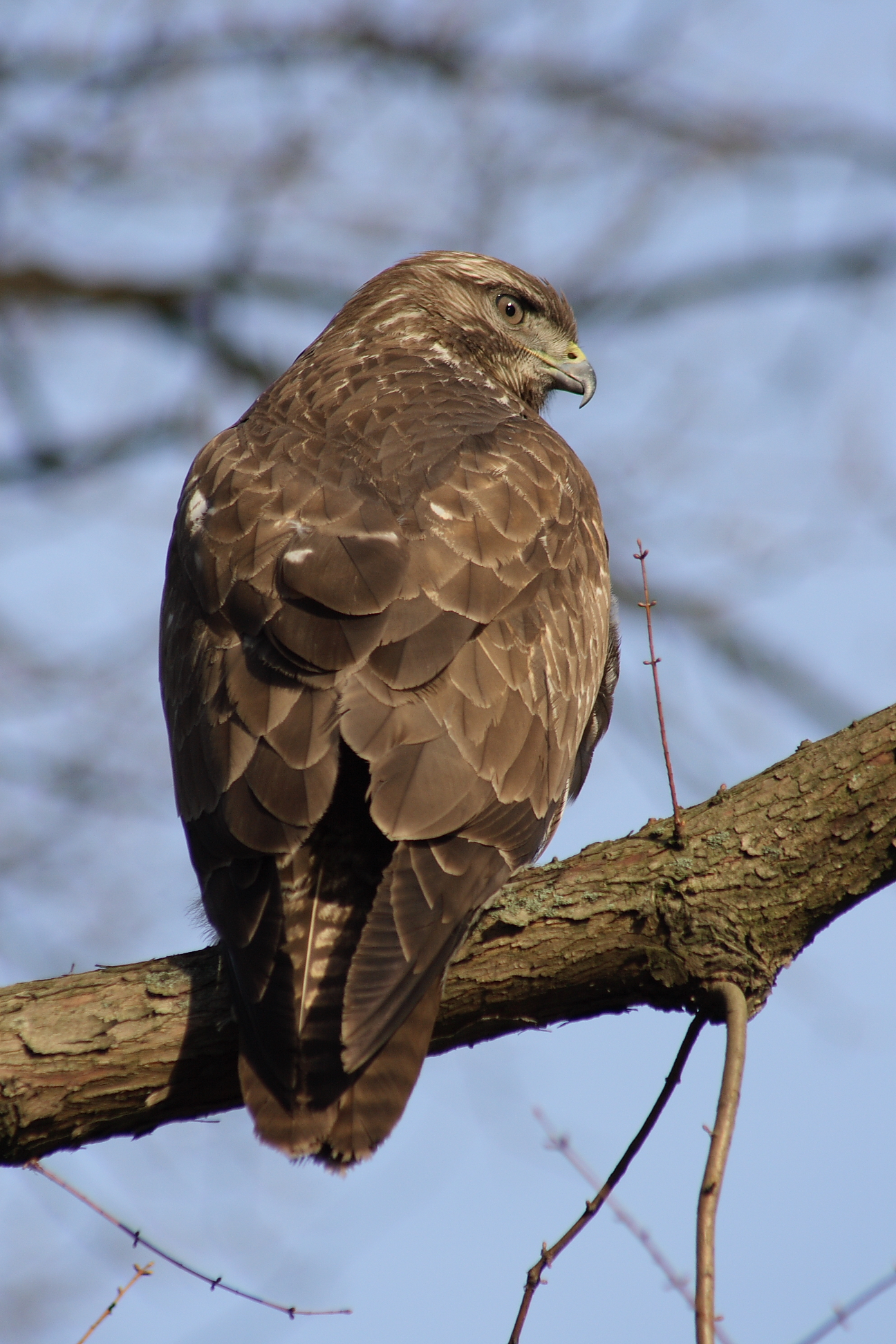
Dorso de um exemplar do segundo ano.

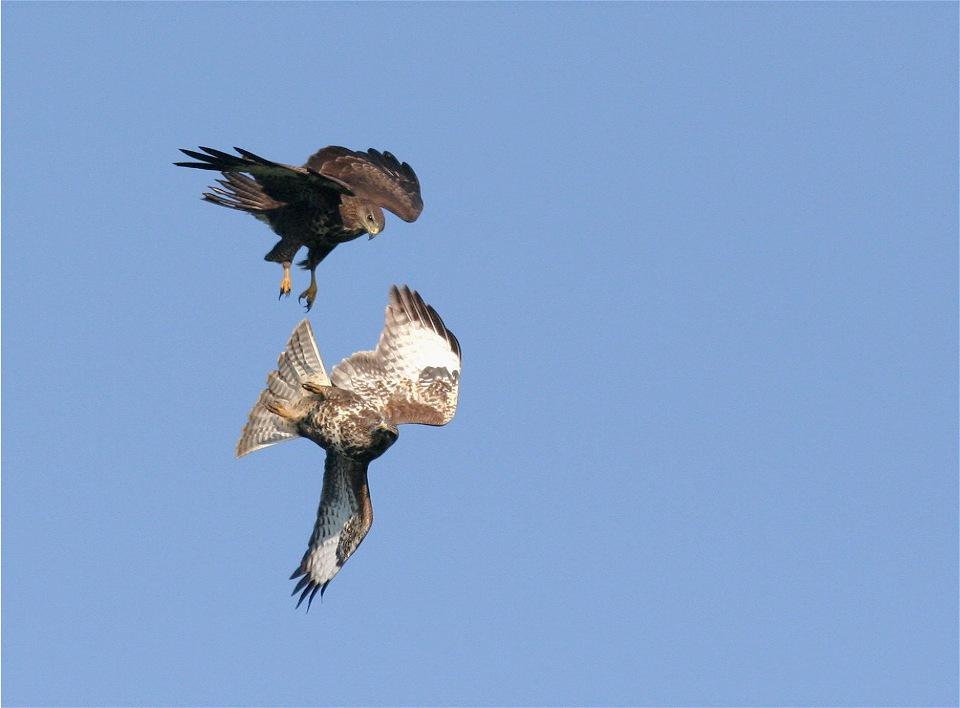
Espécimes jovens enfrentando-se em voo.

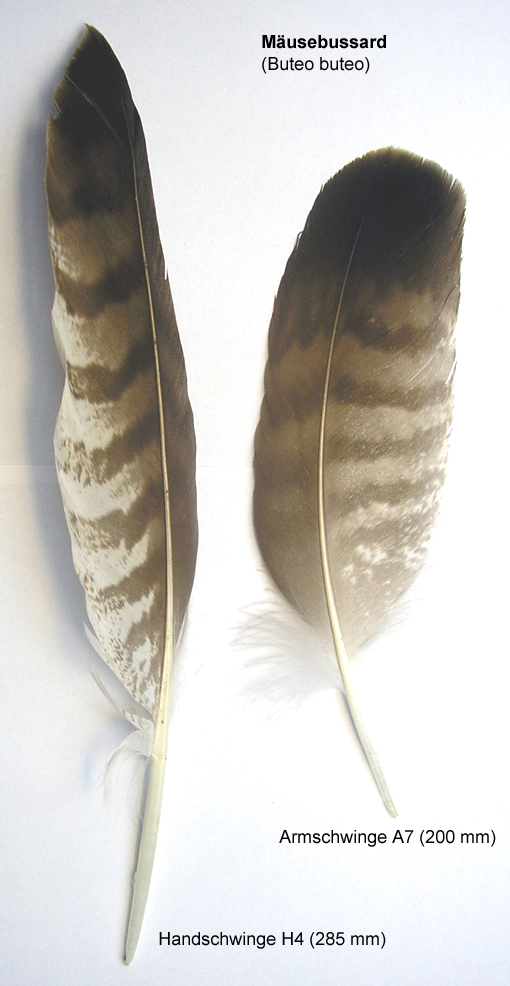
Plumas primárias (esquerda) e secundárias (direita) de Buteo buteo (note-se a orientação assimétrica das partes inferiores).

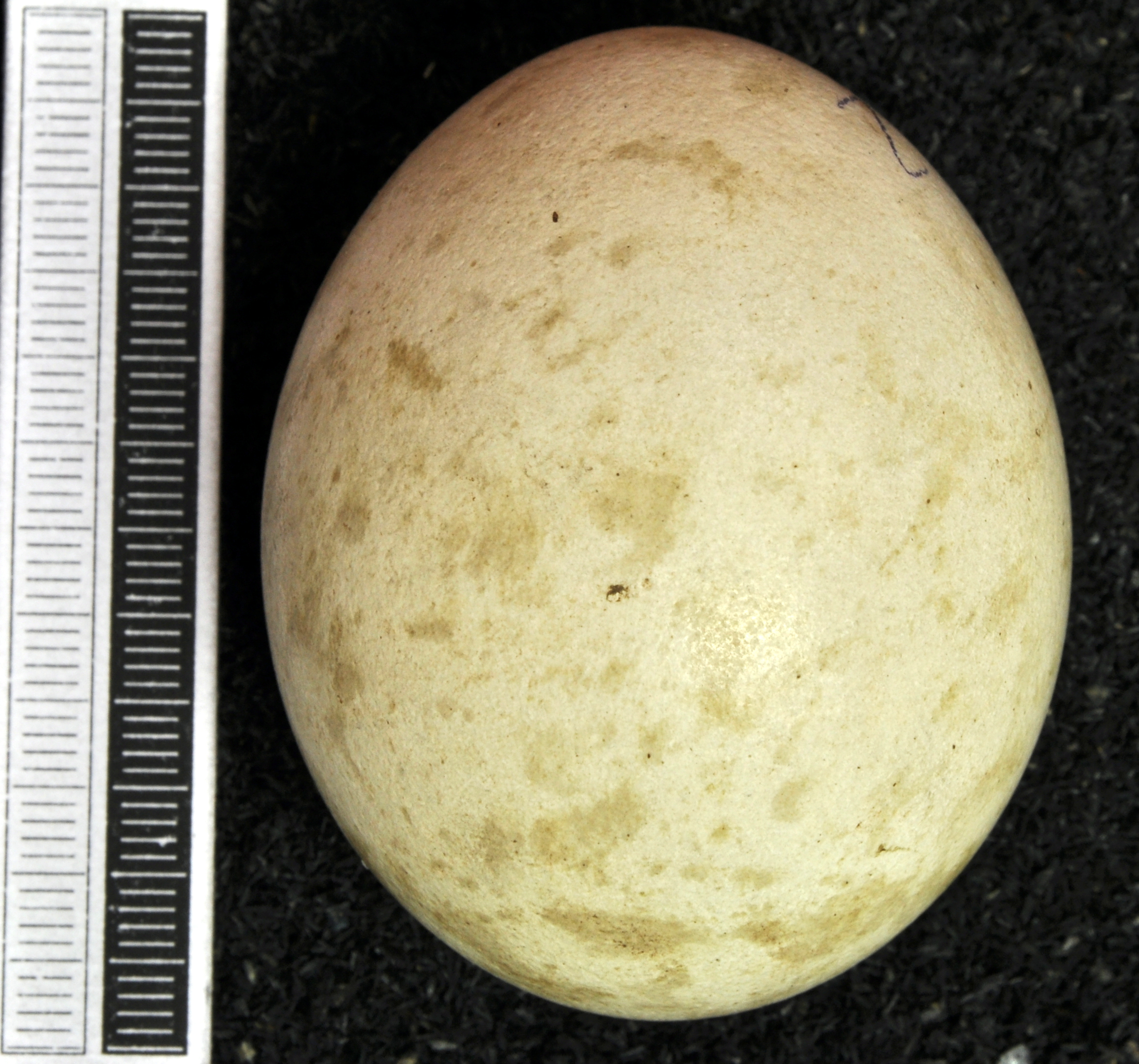
Ovo de B. buteo (colecção do Museu de Wiesbaden).

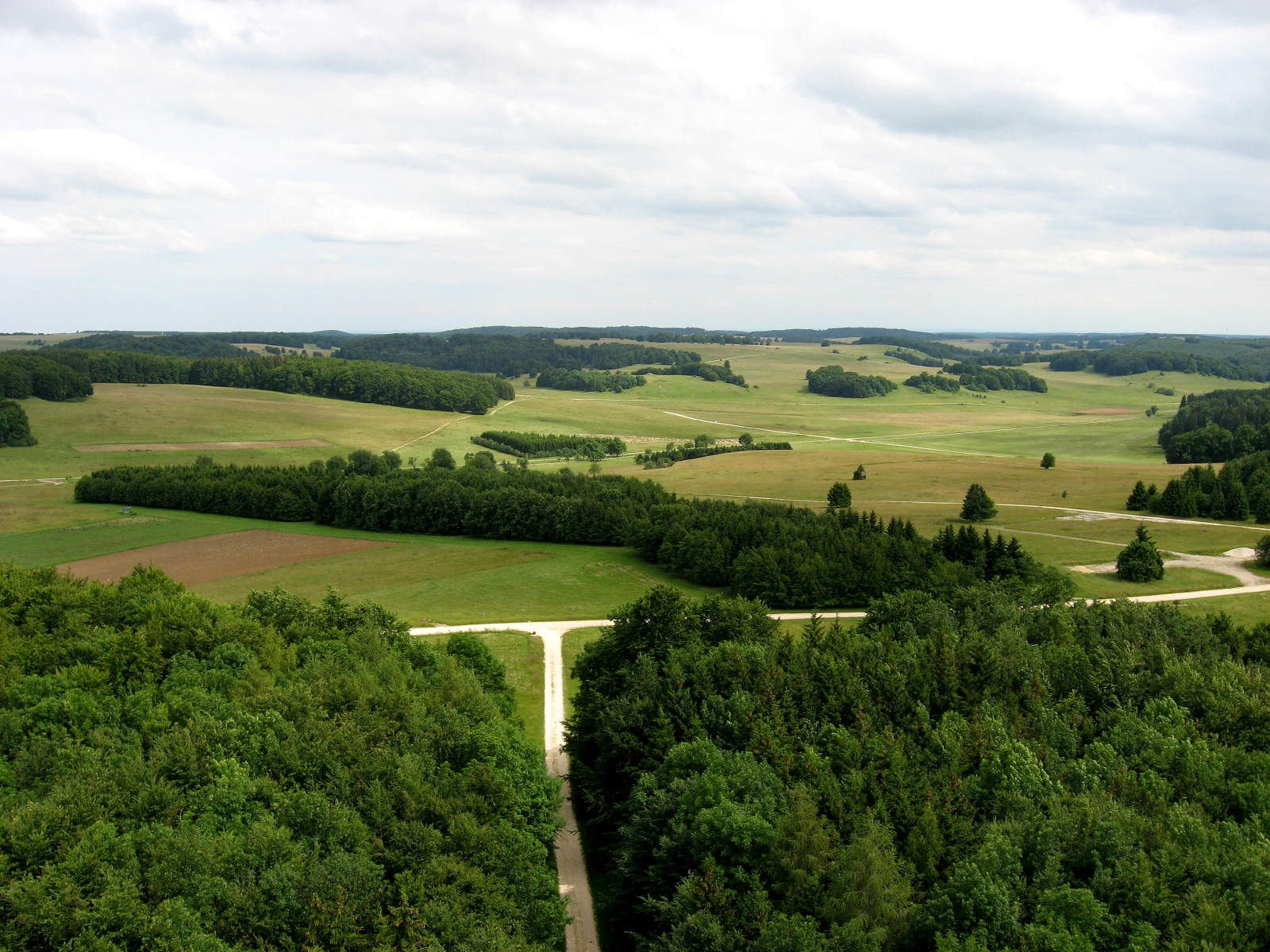
Habitat típico nas montanhas do Jura (Suábia).

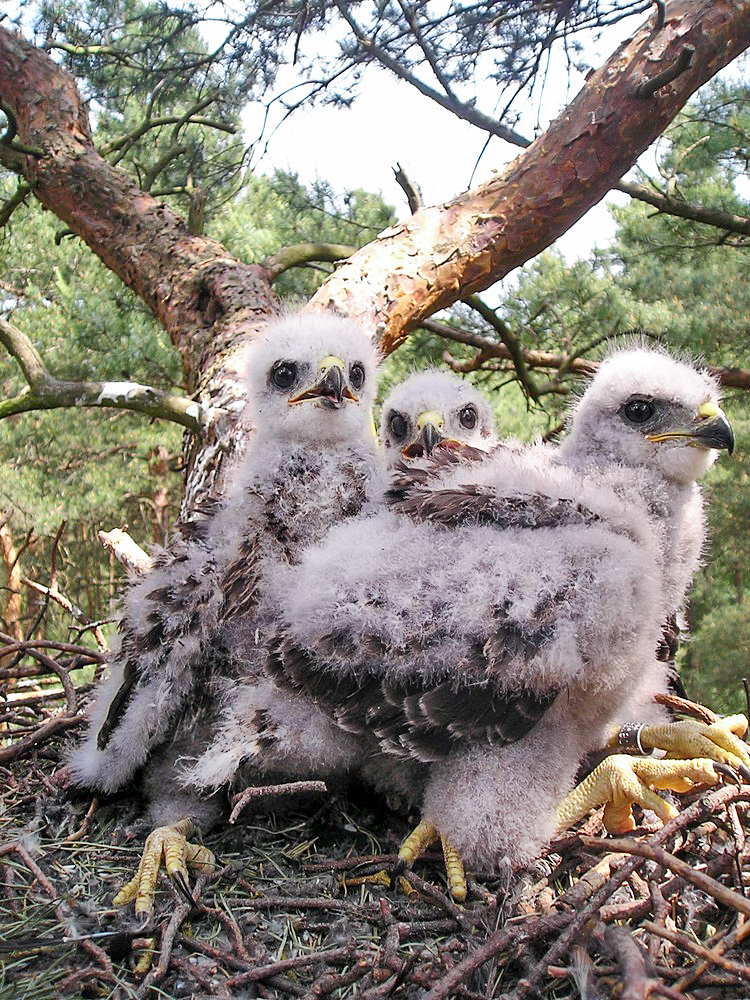
Juvenis num ninho construído sobre um pinheiro.

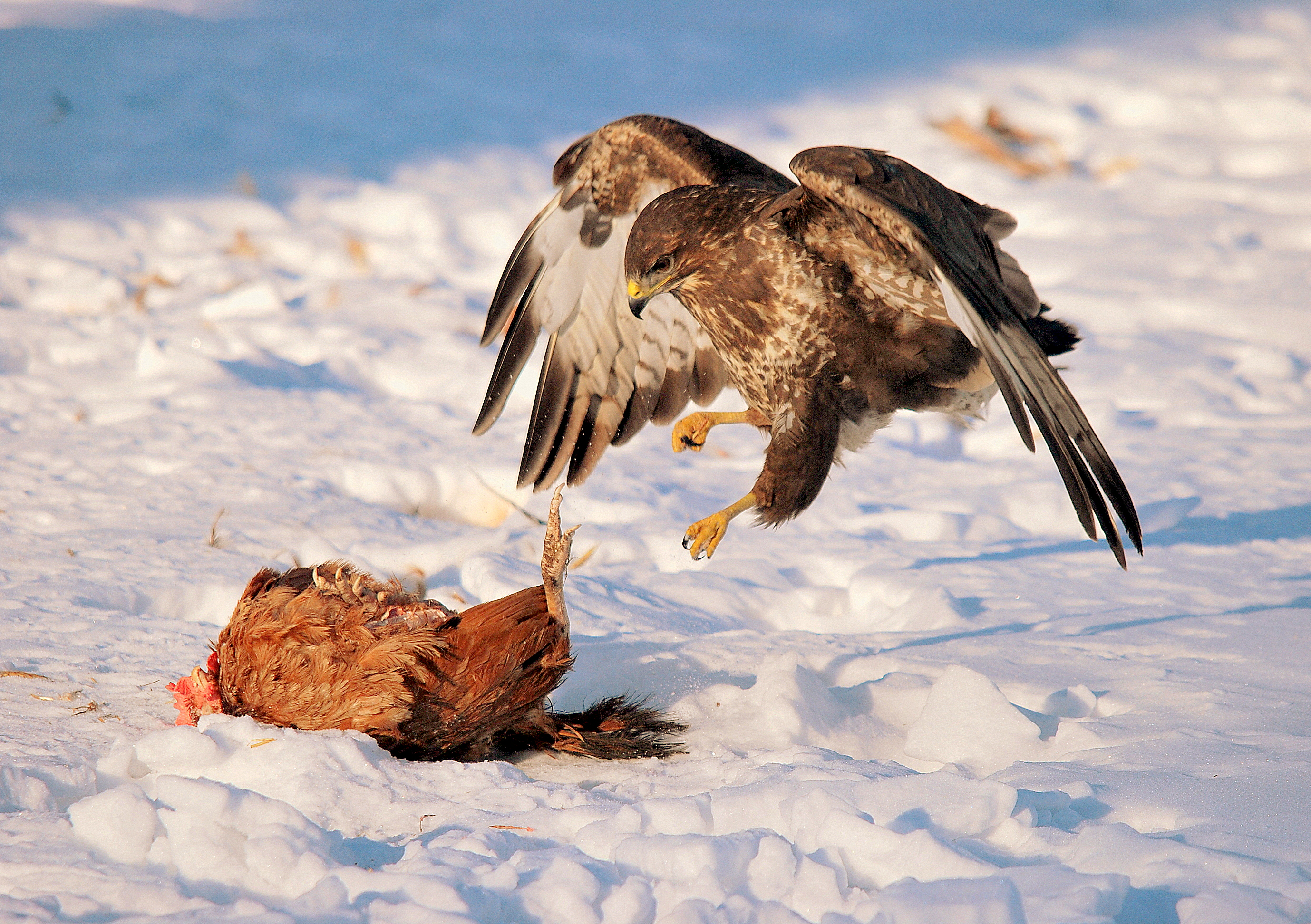
Buteo buteo apresenta ocasionalmente hábitos necrófagos.

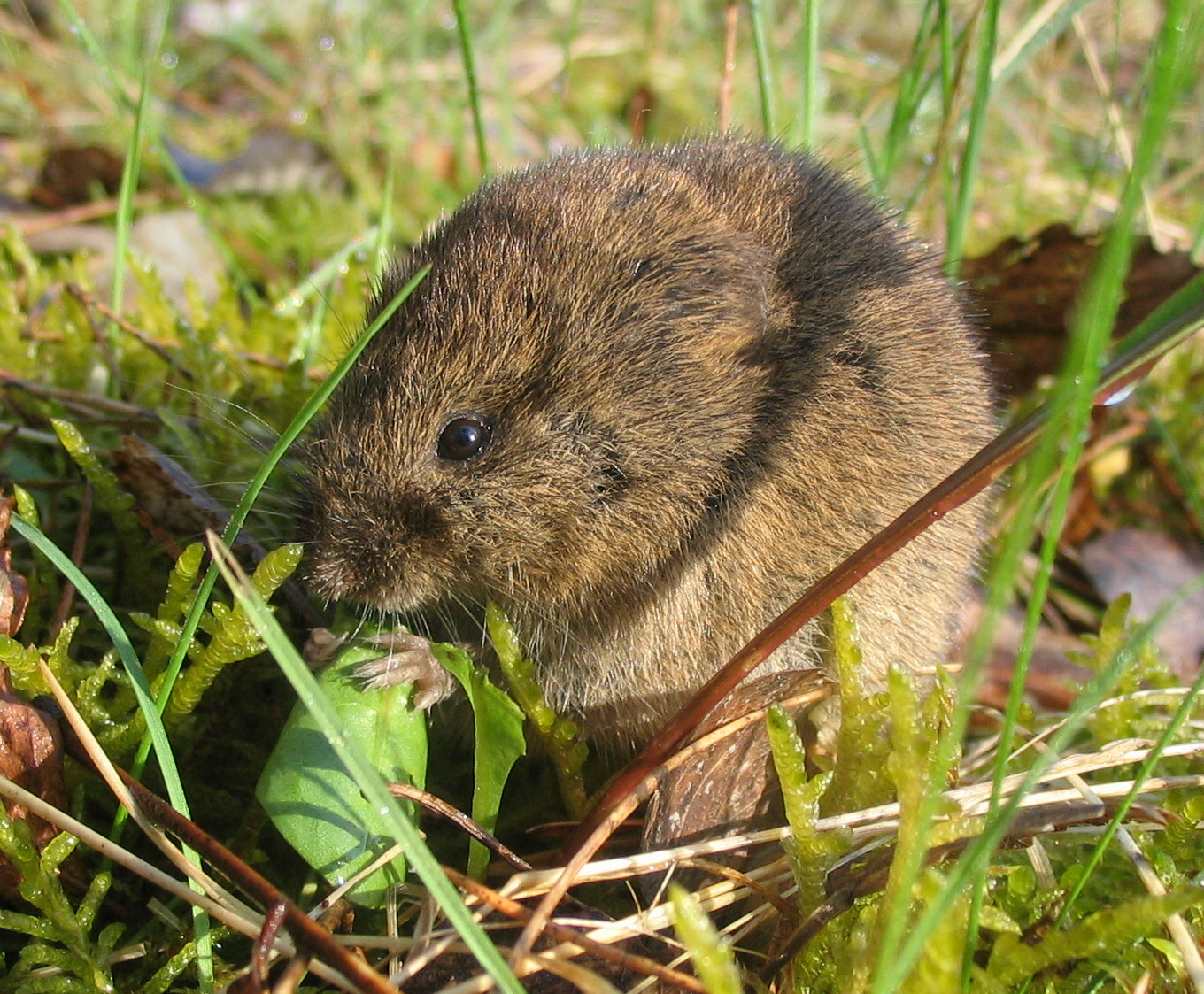
Rato-do-campo, a presa habitual de B. buteo. A quantidade de alimento disponível influi na evolução demográfica da espécie.

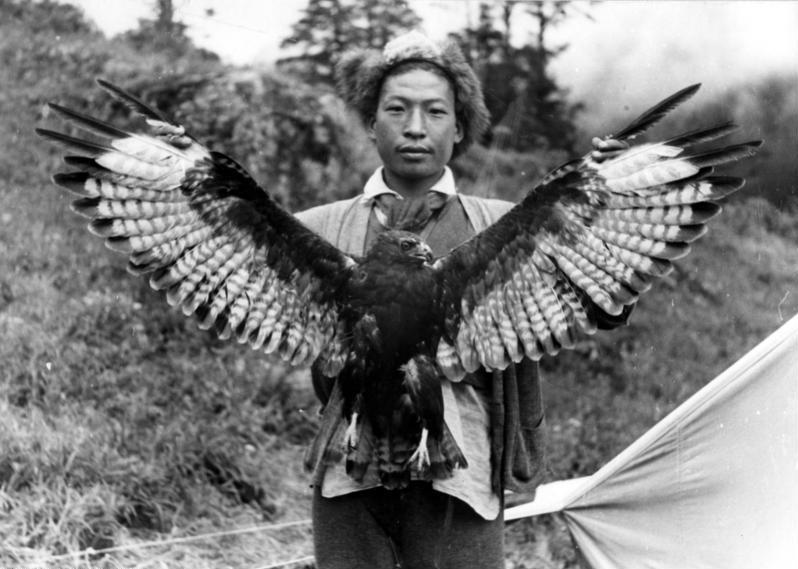
Caçador tibetano exibindo um exemplar de Buteo buteo abatido (1938).

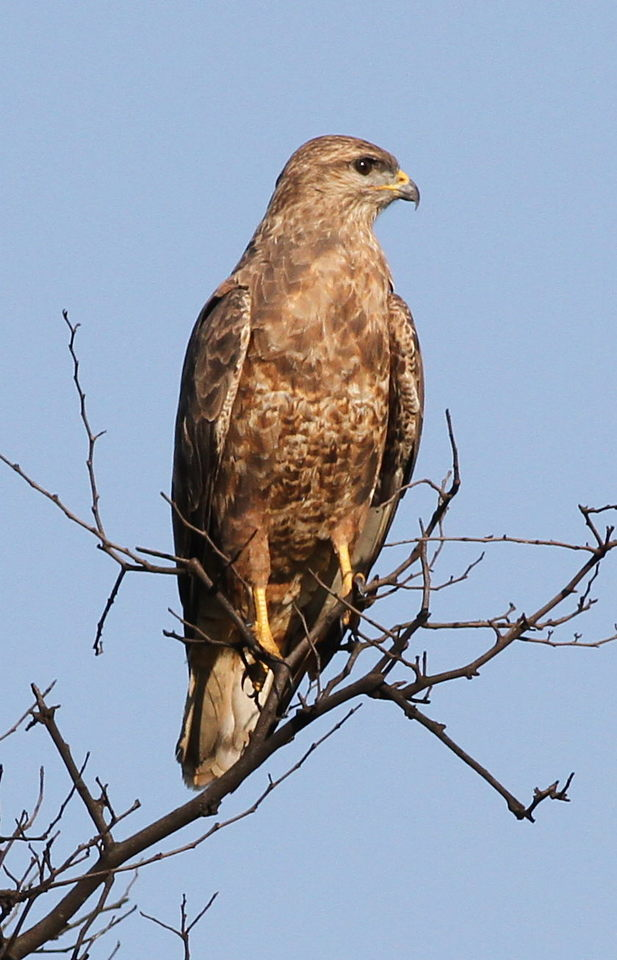
B. b. vulpinusA migratório na África do Sul.

Bútio-d'asa-redonda ou águia-de-asa-redonda (Buteo buteo) (Lineu, 1758), também conhecida pelos nomes comuns de bútio-comum, minhoto, ou simplesmente bútio (nos Açores e na Madeira a ssp. rothschildi é conhecida por milhafre ou queimado), é uma espécie de ave de rapina accipitriforme da família Accipitridae originária do Paleártico. É a espécie mais comum da família Accipitridae com distribuição natural numa vasta região que vai da Europa Central às regiões ocidentais da Sibéria e ao Cáucaso. De tamanho médio e aspecto compacto, a plumagem de cada indivíduo varia entre colorações de castanho escuro e tons esbranquiçados. O habitat natural da espécie são as paisagem abertas, como pradarias, campos cultivados e matagais com bosques ou zonas arborizadas confinantes nas quais possa construir o ninho.

## Descrição
Características
A espécie é uma ave de rapina de tamanho médio e aspecto robusto, cabeça pequena e cauda curta, que apresenta tipicamente de 46 a 58 cm de comprimento e de 110 a 132 cm de envergadura alar. Em dois estudos realizados na Península Ibérica obteve-se um comprimento médio da asas de 36,9 e 38,2 cm para os machos e de 39,4 e 40,0 cm para as fêmeas, respectivamente. Numa amostra da população das ilhas Canárias obtiveram-se valores ligeiramente inferiores.
As asas são relativamente estreitas e a cauda, que é relativamente curta (entre 19,3 e 23,6 cm de comprimento), é ligeiramente arredondada na parte final, em forma de leque.
A plumagem apresenta coloração diversificada, variando de indivíduo para indivíduo e conforme a estação do ano. Os adultos passam por uma fase em que apresentam a parte inferior do corpo e das asas mais clara, podendo ser quase branca. É notável uma característica banda transversal branca no peito e manchas escuras nas juntas carpais. A cauda apresenta quase sempre listras transversais.
Esta ave de rapina apresenta uma ampla variedade de plumagens, com tonalidades que variam desde os castanhos escuros até aos tons esbranquiçados. As pontas das plumas primárias são sempre escuras e a cauda apresenta finas bandas em que se alternam castanhos e brancos. A diversidade fenotípica de B. buteo reflecte-se incluso no seu nome comum em francês: buse variable.
Esta grande variabilidade fenotípica tem sido tentativamente explicada relacionando-a com a ampla distribuição geográfica da espécie, tão ampla que a faz presente na maior parte do Velho Mundo. Desde muito cedo se apontou como razão da grande diversidade morfológica a diversidade de biomas em que a espécie está presente e as grandes distâncias que separam as suas populações, algo que posteriormente foi investigado com maior intensidade. Com esse objectivo, foram analisadas as distribuições de cada variante de coloração em áreas de grande tamanho, e, para além disso, procurou-se determinar a correlação entre a coloração e o êxito reprodutivo.
Na Alemanha, para esclarecer esta relação com detalhe, foram marcados múltiplos espécimes para posterior seguimento, num projecto de ciência cidadã no qual qualquer pessoa podia ajudar aportando informação sobre os avistamentos de exemplares que fosse fazendo.
Por outro lado, um estudo de genética molecular permitiu verificar uma baixa heterozigose, dados que permitem sustentar a hipótese de ter ocorrido um fenómeno de efeito de gargalo biológico que teria desencadeado um posterior aumento da prevalência de polimorfismo na espécie.
As patas dos exemplares adultos são de cor ocre ou amarelo escuro, com as garras de coloração cinzento escuro (a tonalidade da coloração, nomeadamente a claridade, está em geral em consonância com a coloração da plumagem do indivíduo). O bico é negro no extremo mas fica progressivamente mais claro em direcção à cera, que é amarela. Nos exemplares muito jovens e nas crias, as partes desprovidas de plumas (patas e cera) são de coloração rosa claro. A íris varia entre cinzento, castanho acinzentado ou, incluso, tons amarelados, estando em geral correlacionada com o colorido do resto do corpo.
Quando em voo, é fácil identificar as asas que aparentam ser curtas e largas, a cabeça também curta e a cauda em forma de leque. Realiza voos planados sustentados, com frequência circulares, com batidas de asas geralmente lentos, mas de vez em quando enérgicos.
Também durante o voo, no qual realizam largos trechos planados, é possível observar a parte interior das asas, nas quais se destacam grandes manchas claras nas rémiges primárias e secundárias. Desde o pescoço (garganta) até à região ventral, a coloração é irregular, ainda que seja característica uma banda branca mais ou menos definida atravessando a região peitoral de asa a asa. A banda é mais raiada de cima para baixo em exemplares jovens e de um lado para o outro nos exemplares mais velhos. O obispilo pode ser tanto de coloração parda uniforme, como moteado ou raiado, e o mesmo sucede com as penas que cobrem apenas a parte superior das patas (não pode considerar-se a espécie B. buteo como um "águia calçada").
A cauda é o traço mais definitório para distinguir entre subespécies de B. buteo e também para o diferenciar melhor do bútio-patudo (Buteo lagopus). A cauda é também um elemento importante para distinguir a espécie de outras morfologicamente similares, entre as quais a águia-cobreira europeia Circaetus gallicus e o bútio-vespeiro (Pernis apivorus), muito semelhante em aspecto e em vocalização.
Diferenciação etária
As águas-de-asa-redonda apresentam diferentes traços morfológicos ao longo da vida, os quais permitem estimar a idade aproximada dos espécimes. Uma primeira distinção pode ser feita observando a íris, pois esta é mais clara nos animais jovens do que nos mais velhos. Uma diferenciação mais fácil de observar entre jovens e adultos consiste na forma e coloração da cauda, a qual nos indivíduos jovens apresenta a última franja escura não muito mais larga que o resto de franjas, enquanto que nos adultos essa banda terminal é muito maior. Para além disso, os jovens apresentam plumas mais pontiagudas na cauda e os adultos mais rombas.
A mudança de plumagem de juvenil a adulto dá-se com a primeira muda, a qual ocorre por volta do primeiro ano de idade. Durante aquela muda não há a renova da totalidade das plumas da cauda nem das penas primárias, o que permite diferenciar exemplares até ao seu terceiro ano de vida.
A primeira e a segunda plumagem das crias pode ser cinzenta ou totalmente branca. As crias com plumagem cinzenta apresentam um colar esbranquiçado na garganta e garras totalmente negras. Nas crias brancas não se consegue distinguir o colar esbranquiçado no pescoço, mas é possível observar uma diferença de coloração nas garras, pois as pontas são brancas. Após a época reprodutiva, os adultos de B. b. buteo mudam a plumagem por completo, mas as fases de muda não obedecem a padrões fixos e diferem entre as populações da Península Ibérica e da Europa Central, por exemplo.
Peso
Na Alemanha, onde vivem cerca de 100 000 casais, foram determinados os pesos de múltiplos exemplares, tendo-se obtido como valor médio 790 g para os machos adultos (com extremos de 622 a 1183 g) e uma média de 990 g para as fêmeas (com extremos de 782 e 1364 g). Os valores atrás são considerados como pesos normais, não considerando exemplares desnutridos, e são valores de média anual, tendo-se para o efeito comprovado o estado nutricional e as pesagens foram realizadas com papo e estômago vazios.
O peso varia consideravelmente ao longo do ano, pois desde a época de cria até ao inverno um macho pode acumular cerca de  130 g (de 12 a 290 g no estudo atrás referido) de gorduras e uma fêmea umas 180 g (de 47 a 370 g) que serão gastas nos meses frios, principalmente de Janeiro a Abril. Tal quantidade de gordura representa aproximadamente entre 14 e 16 % do peso corporal total. Em consequência deste ciclo anula, é por volta de Novembro e Dezembro que estes animais apresentam o peso mais elevado. Em casos excepcionais, a reserva de gordura pode chegar a alcançar um quarto do peso total.
A quantidade de alimentos ingeridos, maioritariamente encontrados no papo, ronda os 82 g em média nos machos, algo mais de 10 % do seu peso corporal (máximo medido de 156 g, 19,7 %); e 134 g em fêmeas, o que representa 13,5 % do peso corporal (máximo de 209 g, 21,1 %).
A espécie não apresenta dimorfismo sexual acentuado, sendo que a diferença principal entre machos e fêmeas é o tamanho e o peso, ainda que por si só não seja suficiente para servir de base única para a distinção entre sexos.
Mediante controlos diurnos de quinze ninhos, realizados entre 1988 e 1996 na região holandesa de Drente, foi determinado um peso médio em crias de eclosão recente de 44,5 g (a partir de uma amostra constituída por sete machos e três fêmeas).

## Comportamento

### Territorialidade e voo
O comportamento territorial da espécie é especialmente patente durante a época de reprodução, durante a qual defendem a área em redor da árvore onde estabeleceram o ninho. Expulsam os indivíduos estranhos que se internam no seu território mediante velozes aproximações aéreas acompanhadas de potentes batidas de asas. Enquanto ocorre o nascimento e o crescimento das crias, as disputas com outros casais nidificando nas cercanias reduzem-se, ainda que de vez em quando possam ocorrer confrontos com animais solitários.
O cortejo tem lugar a partir de meados de Fevereiro, durante o qual o casal efectua voos sobre as cercanias do ninho. Estes voos consistem em trechos planados circulares, executados em conjunto, durante os quais o par realiza frequentes vocalizações. Os voos planados são seguidos por descidas e subidas ziguezagueantes e espiraladas, que em geral terminam com uma descida rápida, tipo queda, em direcção ao ninho.
Fora da época de criação, os indivíduos vivem em grupos muito dispersos, em especial em zonas com alta oferta de alimento. A densidade da população nas regiões mais favoráveis aumenta com a aproximação do inverno, devido à migração de outros exemplares  motivada por frio ou por falta de alimento nas suas zonas de reprodução. Estes indivíduos em geral planam durante a maior parte do dia e apenas buscam árvores para descansar e dormir.
Normalmente não formam bandos, mas podem ser observados vários indivíduos juntos aquando de migrações ou em habitats óptimos. Esta formação de bandos, que não é frequente, ocorre especialmente em caso de haver carcaças de animais disponíveis para alimento ou em situações de falta de caça durante o inverno. Nos bando existe um hierarquia, havendo indivíduos que ostentam prioridade em relação aos seus congéneres, e lutam para a defender e para obrigar ao seu cumprimento. Outro momento em que é comum observar bandos é na época de migração (nas subespécies migradoras), período em que é frequente contar oito ou mais exemplares planando juntos em círculos, aproveitando as correntes térmicas e os ventos ascendentes. Uma vez acabada a migração, normalmente cada espécime reassume um comportamento solitário.
Os adultos da espécie com batimentos lentos e em círculos planados, executando com frequência curtos voos picados, aparentemente para treino. Alimentam-se de pequenos mamíferos e carcaças de animais.

### Vocalização
Em comparação com outras aves de rapina, B. buteo é uma ave ruidosa, com frequentes chamadas e outras vocalizações. A vocalização típica é um pii-uu longo, com uma sonoridade semelhante a um miado.
A chamada, que se pode ouvir facilmente quando se encontram em voo, é um longo e sonoro miado, tão característico e marcante que é mesmo imitada pelos gaios-comuns (Garrulus glandarius). O grito ouve-se durante todo o ano, embora seja especialmente frequente na época de reprodução. O sinal de alarme da espécie é parecido com a chamada, mas soa algo mais grave e mais agressivo. As crias iniciam a vocalização a partir dos vinte dias de idade, aproximadamente. Os dois sexos apresentam as mesmas vocalizações.
As crias podem emitir sons desde o primeiro dia, para reclamar comida, por exemplo, mas apresentam uma sonoridade distinta. A partir de cerca de doze dias de idade, os seus chamamentos vão ficando mais graves e ganham em potência sonora ao mesmo tempo que também se vão alongando, mas quando se preparam para abandonar o ninho voltam a ser mais breves. Segundo a fome que tenham, as suas chamadas podem ser produzidas em séries muito continuadas ou podem fazer longas pausas. A partir de Julho as crias fazem ouvir os seus gritos para dar a conhecer a sua posição quando longe do ninho.

## Distribuição, ecologia e habitat

### Distribuição geográfica
A área de distribuição natural de B. buteo abrange a totalidade da Europa continental e do noroeste da Ásia, com a excepção do norte da Escandinávia e do norte da Rússia. É também uma espécie residente no Cáucaso e no norte da Turquia e do Irão. Na Europa Central é a ave de rapina mais comum, muito mais frequente que a espécie que ocorre em segundo lugar, o peneireiro-vulgar Falco tinnunculus.
Apenas uma parte da população é migradora, já que é uma ave residente, vivendo permanentemente em torno da zona de nidificação, embora com possíveis migrações de curto percurso, em toda a sua área de distribuição na Europa, salvo nas Repúblicas Bálticas, Escandinávia, Finlândia, Bielorrússia, Ucrânia e Rússia, sendo que neste último caso a área de distribuição natural se estende muito para além dos Montes Urais, até à fronteira da Federação Russa com a Mongólia.
As populações das regiões mais frias atrás citadas estão ali presentes no verão, incluindo nas estepes da Rússia, mas no outono e inverno migram até à Índia e ao norte, leste e sul da África, realizando longas viagens. Os territórios de invernada, onde não nidificam, localizam-se no norte de África e em toda a franja oriental africana que vai desde a Etiópia e a Eritreia até à Namíbia e África do Sul, bem como no Médio Oriente, sul da Turquia e Índia.
As populações migratórias são conhecidas por águia-de-asa-redonda-das-estepes, resultado da sua ligação à estepe euroasiática onde vivem parte do ano. Em resultado da caça indiscriminada, a espécie está extinta na maior parte da Irlanda e em parte da Grã Bretanha desde finais do século XIX.
As populações de B. buteo em geral não se encontram ameaçadas e o número de exemplares continua a aumentar, recuperando dos efeitos da forte perseguição que sofreu até aos meados do século XX, sendo na actualidade a mais comum das grandes aves de rapina na sua área de distribuição.

### Ecologia e habitat
Habita zonas florestadas, embora cace habitualmente em campo aberto, preferindo áreas arborizadas com clareiras e zonas pantanosas ou de charneca. O habitat natural típico de B. buteo sãs as áreas em que ocorre uma combinação de espaços abertos com massas florestais.
Nos bosques e zonas arborizadas constrói os ninhos, mas caça nos prados e outros paisagens abertas similares. Por isso os habitats preferidos da espécie são os lugares em que junto a bosques coexistam prados, charnecas, ou mesmo pântanos abertos, onde se possa alimentar. Também são territórios propícios para a caça os terrenos desflorestados por acção humana ou com vegetação natural baixa ou culturas arvenses, como campos de cereais, sobretudo no inverno.
Não é raro observar exemplares de B. buteo junto a autoestradas e outras vias que criam largos espaços abertos marginados por arvoredos, já que usam as bermas e os caminhos marginais para caçar. Para a instalação do ninho, preferem escolher as margens dos bosques, especialmente os que não sejam muito extensos e aqueles que tenham arvoredos maduros. Não costumam entranhar-se excessivamente nos bosques para construir os ninhos, preferindo as zonas próximas aos espaços abertos que usam como zonas de caça, mas também não escolhem renques de árvores ou matas galeria demasiado estritos ou árvores solitárias, aparentemente por se sentirem desprotegidos.
Apesar das preferências atrás apontadas, não aves muito exigentes na escolha do território, o que favorece a sua ampla dispersão. Por exemplo, nas ilhas Canárias podem nidificar em encostas e barrancos a grande altitude, e em Schleswig-Holstein e Brandeburgo tem vindo a ser encontrados cada vez mais grupos em zonas pobremente arborizadas, com ninhos em filas de álamos (Populus sp.) e incluso em árvores solitárias a menos de 100 metros de granjas, algo que não tinha sido descrito anteriormente.
Apesar de se conhecer que os adultos habitam desde o nível do mar até aos 1600 m ou 2000 m de altitude, os nascimentos de crias em regiões acima dos 1000 m de altitude são pouco frequentes, embora existam registos da sua ocorrência. Foram observadas ninhadas com sucesso nas proximidades de povoamentos humanos. Um estudo realizados nos Apeninos na região de Abruzzo estabeleceu a existência de 32 territórios numa superfície de 387 km², ou seja com densidades de 8,3 pares reprodutores por cada 100 km².
A escolha da árvores onde construir o ninho depende da flora silvícola da região onde se localize, ainda que habitualmente sejam árvores maduras de pelo menos 20 cm de diâmetro na base. Na Europa são habituais as nidificações em espécimes de Pinus sylvestris (pinheiro-bravo), Quercus spp. (carvalhos), Fagus sylvatica (faia), Alnus sp. (amieiros), Betula spp. (bétulas), Salix spp. (salgueiros), Picea abies (pícea-europeia) e Abies alba (abeto), entre outros, nos quais instala o ninho a cerca de 18 m de altura, frequentemente no final do tronco principal, onde este se ramifica mais intensamente, ou junto ao tronco em algum ramo lateral. Foram documentados pelo menos dois casos de ninhadas instaladas no solo e um caso de instalação sobre uma torre de suporte de uma linha de electricidade em alta tensão.

### Alimentação
A espécie é uma ave de rapina que se alimenta principalmente de pequenos mamíferos, mas complementa a alimentação com outros pequenos vertebrados (répteis e aves), insectos e minhocas. Ocasionalmente apresenta comportamento necrófago.
A técnica de caça consiste normalmente em sobrevoar lentamente ou vigiar a paisagem a partir de um ponto alto e divisar as presas, sobre as quais se lança em silêncio, pelo que é frequente avistar estas aves pousadas sobre postes eléctricos ou telefónicos e sobre ramos elevados.
O principal alimento são os pequenos mamíferos, na Europa Central e Ocidental principalmente ratos-do-campo (Microtus arvalis) e toupeiras (Talpa europaea). Em Espanha foi observado a capturar presas maiores, como o coelho (Oryctolagus cuniculus) com maior frequência na época de cria. Para além disso, caçam pássaros,  sobretudo aves jovens, pequenos répteis, como lagartixas (Lacertidae), licranços (Anguis fragilis) e cobras-de-água (Natrix natrix), bem como anfíbios, sobretudo rãs e sapos. Uma parte do sustento pode provir de insectos e suas larvas e de Annelida como as minhocas.
Estão descritos casos de espécimes observados a alimentar-se de peixes, ainda que encontrados mortos ou moribundos em terra (ou seja como carniça). O mesmo comportamento necrófago tem sido observado com a ingestão de aves relativamente grandes para serem directamente capturadas por B. buteo, como membros da família Columbidae (pombos), que apenas formam parte da alimentação destes animais se forem feridas ou caçadas por outras predadores ou mortas por acidente ou causas naturais. É frequente aproveitarem os restos de animais atropelados nas estradas, o que ocasiona por sua vez que muitos espécimes sejam atropelados. Também estão descritos casos de cleptoparasitismo sobre falcões.
Os dados mais fiáveis sobre o espectro alimentar da espécie apenas puderam ser obtidos a partir de restos de presas encontradas nos ninhos ou mediante a análise do conteúdo do estômago de espécimes capturados. As egagrópilas fornecem informação incompleta por conterem quase exclusivamente pelo.
Com base nas informações obtidas, a composição integral da alimentação da espécie pode variar fortemente consoante a disponibilidade de presas na região e segundo a alternância do território: entre os anos 1945 e 1960 foram recolhidos na região bávara da Baixa Francónia 384 restos de presas junto a ninhos, dos quais cerca de70 % eram mamíferos, sobretudo murganhos, cerca de 12 % eram aves, cerca de 15 % répteis e apenas cerca de 3 % eram anfíbios. Nos arredores de Berlim foram recolhidas 257 amostras de presas entre 1981 e 1984, e neste estudo apenas 37 % eram restos de mamíferos, enquanto que os restos de pássaros constituíam cerca de  59 % do total, com o remanescente a corresponder a répteis e anfíbios e cerca de 2 % a peixes.
Nos casos em que reparte o território com outras aves de rapina, pode ocorrer competição pela caça das mesmas presas. Essa competição ocorre com espécies como o açor-comum (Accipiter gentilis), o que pode afectar o êxito reprodutivo de ambas as espécies. No sudoeste da Península Ibérica, a distribuição de B. buteo poderá estar limitada pela presença da águia-calçada (Hieraaetus pennatus).

## Reprodução
Os espécimes de B. buteo alcançam a maturidade sexual entre os dois e os três anos de idade, o que foi comprovado pela observaçao de populações de Gales, prestando especial atenção aos padrões de coloração das asas. Devido à fidelidade relativamente forte que guardam no seu território, os casais reprodutores podem permanecer juntos durante toda a vida, que pode chegar aos 26 anos de idade.
Fazem um ninho volumoso de ramos e gravetos numa árvore, num rochedo ou numa saliência rochosa. A incubação demora cerca de 42 dias, sendo feita principalmente pela fêmea. As crias, realizam o primeiro voo ao fim de 40 a 45 dias.
A postura dos ovos começa na Europa Central em meados de Março, embora em média se produza por meados de Abril. Os ovos em média medem 56 × 45 mm e pesam 50-60 g. São brancos, com manchas acastanhadas e acinzentadas escuras. Em cada postura costuma haver normalmente dois ou três ovos, mas foram observados ninhos com de um ovo a quatro ovos. A fêmea põe os ovos num período de dois ou três dias e a incubação dura entre 33 e 35 dias, dependendo do número de ovos da ninhada e de factores ambientais.
Após a eclosão, as crias permanecem no ninho entre 42 e 49 dias e quando iniciam o voo, permanecem pousados nos ramos próximos do ninho ou nas árvores adjacentes. Esta segunda fase após a fase de nascituro dura entre 6 e 10 semanas. Após essa fase, os jovens voam em conjunto com os pais, que continuam a dar-lhe assistência até poderem caçar autonomamente. Quando finalmente são independentes, os jovens abandonam o território paterno, ainda que habitualmente apenas se afastando alguns quilómetros, como demonstrou um estudo realizado em Inglaterra com juvenis que foram equipados com um sistema rádio-localização, embora também se tenha descrito casos excepcionais nos quais os jovens se afastaram mais de 200 km.
A taxa de êxito de cada ninhada, ou seja, a proporção do número de crias que deixam o ninho em cada postura em relação ao tamanho da postura, varia em função da quantidade de alimento. No norte de Gales, entre 1979 e 1982, foi determinada uma média de 0,73 novos espécimes por ninhada, enquanto que outro estudo, realizado na Escócia entre 1969 e 1972, obteve um resultado de 2,56. Em Berlim e Brandeburgo, a taxa de êxito obtida com os números determinados entre 1973 e 1998 situou-se numa média de 1,56, com extremos de 1,28 e 2,16.
A proporção de jovens que sobrevive ao seu primeiro ano após deixar o ninho é de aproximadamente 49 % do total. De entre estes, cerca de 68 % sobrevive ao segundo ano, e de entre esses cerca de 71 % sobrevive ao terceiro ano. Em anos sucessivos, a proporção de animais sobreviventes situa-se em cerca de 81 %, número que é possível calcular graças aos avistamentos de animais nidificantes com registo anterior. O ninho pode medir até 1 m de diâmetro, e cada par pode construir vários ninhos ao longo da sua vida reprodutiva.

## Taxonomia

### Género
O género Buteo engloba 29 espécies dispersas por todo o mundo, das quais 10 habitam a Eurásia e a África, entre elas a espécie Buteo buteo, cujos parentes biológicos mais próximos são as espécies africanas Buteo rufinus e Buteo oreophilus e a espécie mongol Buteo hemilasius.
O ornitólogo inglês Francis Willughby denominou a espécie Buteo vulgaris, que hoje um sinónimo taxonómico em desuso para Buteo buteo. Carl Linnaeus primeiro aplicou-lhe o binome Falco buteo, mas depois alterou a designação para a forma actual.

### Subespécies

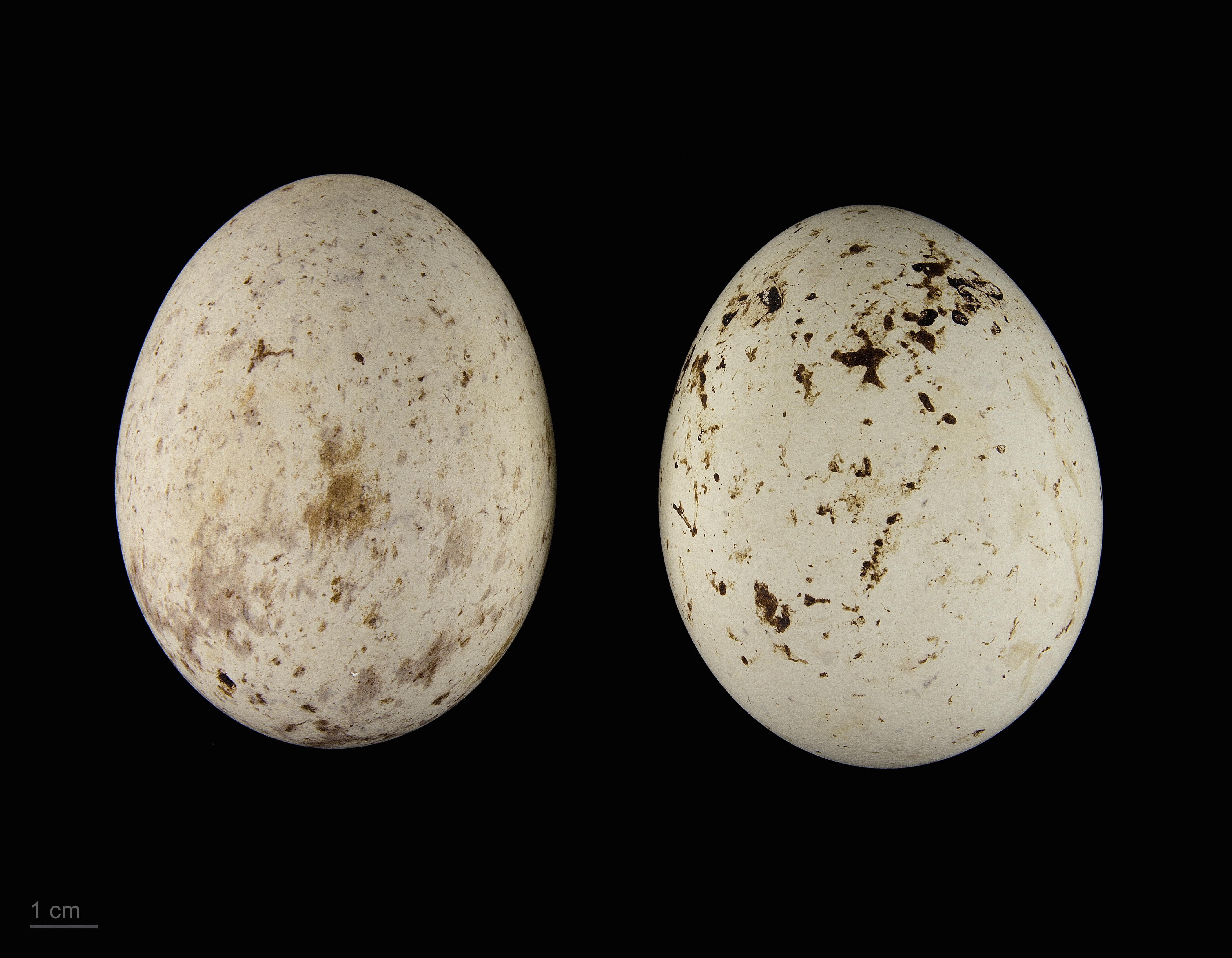
Buteo buteo rotschildi - MHNT

As espécies são colocadas em dois grupos, buteo e vulpinus, os quais incluem as seguintes subespécies:
- Grupo buteo (ou grupo ocidental):
  - Buteo buteo buteo — maior parte da Europa;
  - B. b. rothschildi — Açores;
  - B. b. insularum — Canárias;
  - B. b. arrigonii — Córsega e Sardenha;
  - B. b. menetriesi — Cáucaso;
  - B. b. harterti — ilha da Madeira;
- Grupo vulpinus:
  - B. b. vulpinus — Eurásia (migradora);
  - B. b. japonicus — Japão (residente);
  - B. b. trizonatus — África do Sul (residente).

A classificação de subespécies de Buteo buteo não é clara nem merece aceitação unânime, em parte devido à ampla distribuição natural da espécie e em parte pela sua elevada diversidade morfológica. Em 2010 e 2011 a circunscrição taxonómica da espécie foi alterada, com duas das subespécies a serem reconhecidas como espécies separadas pela União Ornitológica Internacional (UOI). Em resultado a presente situação sistemática é a seguinte:
- Buteo b. buteo — a subespécie nominal, dispersa pela maior parte da Europa e pelo norte da Turquia;
- B. b. vulpinus — de aspecto mais acinzentado e mais avermelhado,[20] nidifica na Suécia, Finlândia e oeste da Rússia, com distribuição até ao Cáucaso e Ásia Central. É uma subespécie migradora, em contacto com a subespécie nominal.[68] A sua coloração apresenta menor variabilidade, sendo os exemplares em média mais pequenos que os de B. b. buteo. O ventre e a cauda são mais canelados, avermelhados e menos raiados.[69] A subespécie observa-se na Europa Central de passagem durante as migrações ou durante o inverno, procedente de terras mais frias.[70] Alguns exemplares permanecem na Polónia durante o verão;[71]
- B. b. menetresi — também denominado águia-de-asa-redonda-da-estepe conjuntamente com B. b. vulpinus, com distribuição natural na Crimeia, Cáucaso e norte do Irão, aparecendo esporadicamente no sudeste da Europa;[71]
- B. b. arrigonii e B. b. pojana — nativas da Córsega e Sardenha, são um pouco claras e pequenas que B. b. buteo,[72][73][74] sendo que alguns autores reconhecem a primeira,[64] e outros a segunda;[65]
- B. b. insularum — vive nas ilhas Canárias, algo menor que B. b. buteo, de dorso mais cinzento e mais listada na região ventral;[11][72]
- B. b. rothschildi — nativa dos Açores,[66] sendo pouco mais escuro e pequeno que B. b. buteo,[72] mas alguns autores não a reconhecem como subespécie e consideram a população açoriana incluída em B. b. insularum;[65]
- B. b. harterti — nativo da ilha da Madeira,[66][72] mas a subespécie não é reconhecida por todos os autores;[64]
- B. b. hispaniae  — nativa da Península Ibérica e da Península Itálica, a subespécie, supostamente mais avermelhada,[75] foi descrita em 1939 por Adolf von Jordans e proposta como entidade autónoma por Augusto Gil Lledget em 1945, mas muitos autores não usam esta subdivisão por não estar totalmente validada;[11][64][65][66][75]

Subespécies separadas recentemente:
- B. b. bannermani — também conhecida como águia-de-asa-redonda de Cabo Verde, onde vive, é considerada como a espécie separada Buteo bannermani desde 2011 pela UOI;[65]
- B. b. refectus — também conhecido como águia-de-asa-redonda do Himalaia, que habita nesta cordilheira e no oeste da China,[66][76] foi denominado como a espécie separada Buteo burmanicus (ou Buteo refectus);[64][65]
- B. b. socotrae — também conhecida como águia-de-asa-redonda de Socotorá, onde vive, foi denominado como a espécie separada Buteo socotraensis desde 2010 pela UOI;[65]
- B. b. japonicus — conhecida como águia-de-asa-redonda-oriental, nativa do Japão, foi reclassificada de B. b. vulpinus para Buteo japonicus, embora continue a constar como subespécie de Buteo buteo na taxonomia de Sibley e Monroe em 1990 e 1993;[66][77]
- B. b. trizonatus — conhecida como águia-de-asa-redonda-forestal, vive na África do Sul, tendo sido considerada como a espécie autónoma Buteo trizonatus.[64][65][78]

As duas formas residentes nas ilhas próximas da África são com frequência incluídas no grupo B. buteo ocidental (ou buteo), mas parecem ser espécies distintas mais próximas de espécie africana Buteo rufinus, o que é confirmado pela biogeografia e pelos resultado de estudos preliminares de dados de sequências de ADN mitocondrial do citocromo b.

## População

### População total e sua distribuição
A população europeia da espécie, que representa aproximadamente 75 % da população total, é estimada em 1 028 000 pares reprodutores (mínimo 783 000, máximo 1 273 000). Para obter tal cifra, foram levadas a cabo estimativas de população em todos os países do Paleártico ocidental, na sua maioria a partir de princípios do século XXI.
Os países com maior população são a Polónia, Rússia, Alemanha e França. Em Espanha calcula-se que exista uma população de entre 13 000 e 18 000 pares reprodutores (em 2003). A população nas Canárias estima-se entre 430 e 445 casais (em 1988). As regiões espanholas com maior população são a Galiza e Castilla y León. Em contrapartida a espécie está ausente ou é infrequente em zonas muito áridas, como as regiões de em torno do  Cabo de Gata, e em algumas ilhas, como Lanzarote ou as ilhas Baleares. A população espanhola, composta maioritariamente pela subespécie nominal, Buteo buteo buteo, com Buteo buteo vulpinus esporádicos, é comparativamente baixa face à de Alemanha, por exemplo, onde habitam cerca de 100 000 casais.

### Desenvolvimento da população
A evolução da população tem sido positiva desde o século XIX, devido a uma perseguição cada vez menor, à crescente reflorestação e ao incremento da nidificação em campo aberto. Em concreto, o estabelecimento de proibições de caça ao longo de todo o ano na Europa Central favoreceu o crescimento de algumas populações, as quais na actualidade se aproximam da capacidade de carga dos ecossistemas em que se inserem, ou seja do número máximo de casais reprodutores que podem conviver numa dada superfície. A espécie também beneficiou da da inactividade das superfícies de cultivo na União Europeia, resultado dos pousios alargados induzidos pelas regras da Política Agrícola Comum, já que tal melhora as condições de vida das populações de ratos-do-campo e de outros pequenos mamíferos que lhe servem de alimento.
Contudo, a forte perseguição humana que a espécie sofreu, com abate indiscriminado, teve consequências importantes sobre a população da espécie em algumas regiões, que diminuíram acentuadamente, e sobre a dispersão da espécie, que não se encontra já presente em algumas zonas, ainda que outras tenham sido repovoadas parcialmente após a redução da pressão humana sobre elas. Um exemplo claro é a Irlanda, onde unicamente havia entre um e dez pares na década de 1950, e a Inglaterra, onde estava ausenta naquela época, rarefacção atribuída à caça e à perseguição movida à espécie, ainda que em Inglaterra também tenha influído a nível regional a mixomatose que fez colapsar a população de coelhos-bravos. No leste da Inglaterra e na Escócia não existiram exemplares residentes durante os últimos 100 anos, não sendo conhecida a existência de pares que se reproduzissem naquelas regiões, situação que se está revertendo.
Nos Países Baixos era raro avistar B. buteo nos princípios do século XX, sendo uma ave menos frequente que o açor-comum. Posteriormente, devido à introdução de pesticidas nas culturas, o crescimento das populações foi fortemente reduzido. Na primavera de 1960 foram encontrados cerca de 100 exemplares mortos, o que representaria aproximadamente metade da população à época, sendo a causa da morte atribuída ao uso de DDT, aldrina e dieldrina. Já por meados da década de 1970, a população tinha crescido até aos 1500 pares reprodutores, e nos princípios da década de 1980 já se situava entre 3500 e 4500 pares. Nos inícios da década de 1990, o bom estado das populações de roedores que lhe servem de presa permitiu a instalação permanente de muitos pares de B. buteo em regiões onde há muito estava ausente, superando então os 5000 pares reprodutores.
No norte de Schleswig-Holstein (Alemanha, junto ao Mar Báltico), um estudo realizado numa superfície de 1000 km² permitiu determinar um aumento muito significativo da população, que passou de 102 para 206 pares entre 1967 e 1976, subindo até 300 pares em 1998. De entre esses pares, cerca de 37 % nidificava fora dos bosques, cifra que contrasta com os 5 % que estudos anteriores tinham determinado.
Em alguns anos ocorrem fortes flutuações no tamanho das população, as quais se devem principalmente a variações na disponibilidade de alimento. Por exemplo, a quantidade de ratos-do-campo (Microtus arvalis), uma das principais presas, rege-se por variações cíclicas que se repercutem nas populações dos predadores que delas dependem, entre eles B. buteo. Em períodos de falta de alimentos, a proporção de espécimes de B. buteo que não se reproduz eleva-se muito, situando-se entre os 40 e os 75 % da população total.

### Ameaças
As populações da espécie B. buteo sofreram uma forte perseguição por parte dos caçadores, já que viam na espécie um potencial competidor na caça das espécies cinegéticas que capturavam. Apesar desse histórico, a espécie não se encontra ameaçada na actualidade, ainda que a subespécie das ilhas Canárias esteja incluída no Livro Vermelho das aves de Espanha como «quase ameaçada», principalmente devido à perda de habitat, a contaminação ambiental e as interferência humanas, para além da caça ilegal. Em Espanha, a espécie está listada no Catálogo Nacional de Especies Amenazadas como espécie de interesse especial.
Apesar das melhorias em termos de conservação da espécie conseguidas nas últimas décadas, a espécie continua a ser perseguida na Europa, especialmente nas zonas de passagem das migrações e nos territórios de invernada. Na Alemanha, que alberga cerca de metade da população centro-europeia, e que por isso tem a maior responsabilidade internacional pela sua conservação, a espécie está sujeita à lei de caça, mas conta, apesar disso, com um regime proteccional específico durante todo o ano graças às directrizes de protecção de aves da União Europeia. Em França, cuja população residente de B. buteo é particularmente grande (entre 125 000 e 165 000 pares) e hospeda muitos exemplares migrados desde o norte, estes beneficiam de protecção total por decreto administrativo desde 17 de Abril de 1981 (decreto relativo às aves protegidas em território francês, decreto que foi alargado em 29 de Outubro de 2009 para actualizar a lista de espécies e seu tipo de protecção). Paraa espécie B. buteo, para além de estar proibido a caça, não é permitido ferir ou causar dano a qualquer exemplar, sendo também proibida a captura, detenção, transporte ou venda, mesmo que animal esteja morto. Também se impede a destruição do habitat e dos ninhos. No Reino Unido, para além da perseguição cinegética, as populações sofreram uma grande quebra devido à ausência de presas, já que um surto de mixomatose destruiu quase por completo a população de coelhos-bravos.
Por outro lado, em todos os países muitos indivíduos perecem devido a atropelamento em estradas e ferrovias e electrocutados em torres de transporte de electricidade. A caça ilegal continua existindo, tanto mediante disparos como por venenos, aproveitando os hábitos parcialmente necrófagos da espécie. A utilização agrícola de pesticidas também afectou consideravelmente as populações de B. buteo, em especial em meados do século XX, período em que a aplicação foi mais indiscriminada. A instalação de aerogeradores também se converteu num problema potencial para a espécie, dado o potencial de colisão, particularmente em zonas de passagem.
As acções humanas podem comprometer o êxito das ninhadas, especialmente pelo corte da árvore que suporta o ninho, ou de árvores nas suas cercanias, ou quando se realizem construções ou outras actividades que causem distúrbio nas redondezas. A perturbação, tanto por desconhecimento como por perseguição intencional, pode levar ao abandono, causando a morte aos ovos ou aos juvenis. Do mesmo modo, a predação e destruição dos ninhos é um problema adicional que reduz o sucesso reprodutivo da espécie, sendo em geral levada a cabo por coleccionadores ou por falcoeiros, ainda que a falcoaria com B. buteos esteja geralmente proibida (como no caso das Canárias) e seja uma prática que historicamente foi muito pouco frequente.
Entre os predadores naturais, o bufo-real (Bubo bubo) é o único predador significativo da espécie, atacando os ninhos e os juvenis. Além disso, a espécie não está isenta de enfermidades e parasitas, entre os quais se contam numerosos helmintas.

### Migrações

#### Subespécie nominal
As populações da Europa Central são residentes ou, quanto muito, realizam migrações de curta distância, segundo a região em que habitem. A maior parte da população da Europa Ocidental, incluindo as Ilhas Britânicas, é também sedentária, e permanece todo o ano no ninho ou suas imediações. Uma grande parte de espécimes centro-europeus realiza percursos inferiores a 50 km em torno do seu lugar de nidificação. Entre cerca de 30 % e 40 % dos indivíduos com menos de um ano de idade e cerca de 50 % dos exemplares adultos estão incluídos entre estes migradores de curta distância.
Pelo contrário, as populações escandinavas são na sua maioria constituídas por migradores, com os seus territórios de invernada no sul da Suécia, Dinamarca, Alemanha, Países Baixos, Bélgica e França. A maior migração registada desde a Escandinávia ocorreu com um espécime anilhado que percorreu 6335 km desde o norte da Suécia até ao Togo, onde foi capturado. Em Falsterbo, no extremo sul da Suécia e não muito longe da Dinamarca, são contados durante a migração outonal entre 10 000 e 13 000 espécimes em cada ano entre 1987 e 1990.
A temporada de migração começa em Agosto, alcança o seu ponto álgido em meados de Outubro e acaba no fim de Novembro. O regresso das aves aos seus lugares de cria depende da dureza do inverno, mas pode começar em Fevereiro, com o seu momento mais intenso em Março e término em finais de Abril. Quando ocorram nevascas fortes repentinas, o recobrimento do solo pode provocar a migração dos exemplares das regiões mais setentrionais ou dos que vivam a maior altitude, incluso espécimes que em outras circunstâncias são sedentários, para regiões mais meridionais ou para zonas mais baixas.

#### SubespécieB. b. vulpinus
A subespécie migradora por excelência é B. b. vulpinus, capaz de percorrer até 13 000 km no seu ciclo migratório. A subespécie tem distribuição natural desde o leste da Europa até à Sibéria, territórios que ocupa nos meses mas cálidos do Hemisfério Norte, mas é invernante durante o Inverno boreal na Europa Central e no Sueste Europeu, norte de África, Índia, Oriente Médio junto ao Mediterrâneo, e leste e sul da África, desde a Eritreia e a Etiópia junto ao Mar Vermelho até à África do Sul e Namíbia, passando por países como o Quénia, Zâmbia e Tanzânia. O sueste asiático é outro destino habitual, tendo sido observados exemplares migrando até à Malásia e Singapura, e foram registados avistamentos no Sri Lanka. Os exemplares da região dos Himalaia são mais sedentários.
A subespécie é denominada vulpinus, do latim vulpes (raposa), dado o aspecto que lhe é conferida pela plumagem de coloração mais encarnadiça, e nidifica e cria os seus juvenis na região paleártica de latitudes mais elevadas, que abandona por volta de Setembro e Outubro e para a qual inicia o regresso a partir de Fevereiro e Março. Dadas as suas características anatómicas, os membros desta subespécie, também conhecidos por «águias-de-asas-redonda-da-estepe», servem-se do vento e das correntes térmicas para as suas migrações, recorrendo mais a voos planados que à força das suas asas.
Durante as migrações, observam-se por vezes grandes bandos, algo que não sucede durante o resto do ano. No sul da África, o habitat que adoptam e para o qual se adaptaram é muito distinto dos bosques boreais, pois consiste principalmente em espaços abertos, como savanas e pastagens. A espécie está presente em todo o sul da África durante o inverno boreal, mas a maior densidade de população ocorre na África do Sul, Botswana, Essuatíni e Zimbábue. Na Namíbia, que um território mais árido, são mais frequentes no norte, entre o Parque Nacional Etosha e o rio Cunene.
Em consequência destas diferenças de habita (e de bioma), os espécimes migradores são obrigados a enfrentar grandes diferenças na procura de alimento e na sua qualidade, já que as presas da estepe eurasiática e as do sul da África são distintas. Apesar de não se conhecer com precisão a dieta durante o período migratório, os registos conhecidos apontam para que essencialmente se mantenha composta do mesmo tipo de presas: pequenos mamíferos, como Rhabdomys pumilio, pequenos répteis, como os lagartos dos géneros Agama e Nucras, aves e seus juvenis, como Coturnix coturnix (codorniz comum), Anthus cinnamomeus ou Streptopelia capicola, e diversos invertebrados.
Para além das questões alimentares, a subespécie também desenvolveu uma adaptação relacionada com a migração, que consiste na muda total da plumagem, uma parte nas zonas de cria e outra na zona de invernada. A subespécie B. b. vulpinus realiza poucas vocalizações em África.
Dado que B. buteo evita cruzar grandes massas de água, um dos pontos chave da sua migração localiza-se no território de Israel e na Península do Sinai, onde se unem as massas de terra da África e Ásia. Em Israel foram realizado vários estudos para conhecer melhor as características dos exemplares migradores no seu trajecto. Nesses estudos foram contados por ano mais de 400 000 espécimes de B. buteo a percorrer aquela rota migratória. Outros pontos de passagem frequentes, de norte para sul, são o Estreito do Bósforo, o estreito de Bab el-Mandeb e a região de Batumi.